# Zhou Yaqin
Zhou Yaqin (en chino: 周雅琴; 12 de noviembre de 2005) es una deportista china que compite en gimnasia artística.
Participó en los Juegos Olímpicos de París 2024, obteniendo una medalla de plata en la barra de equilibrio. Ganó una medalla de plata en el Campeonato Mundial de Gimnasia Artística de 2023, en la prueba de barra de equilibrio.

## Palmarés internacional
| Juegos Olímpicos   | Juegos Olímpicos  | Juegos Olímpicos | Juegos Olímpicos |
| Año                | Lugar             | Medalla          | Prueba           |
| ------------------ | ----------------- | ---------------- | ---------------- |
| 2024               | París (Francia)   | Medalla de plata | Barra            |
| Campeonato Mundial |                   |                  |                  |
| Año                | Lugar             | Medalla          | Prueba           |
| 2023               | Amberes (Bélgica) | Medalla de plata | Barra            |